# Alois Christen
Alois Christen jun. (* 16. Oktober 1948) ist ein Schweizer Politiker (FDP) aus dem Kanton Schwyz.

## Biografie
Der gelernte Hochbauzeichner und Maurer übernahm 1972 nach diversen Auslandsaufenthalten die elterliche Bauunternehmung und gründete daraus eine Aktiengesellschaft.
Von 1992 bis 2000 war er Mitglied im Kantonsrat von Schwyz. Seit dem 1. Juli 2000 war er im Regierungsrat, wo er das Militär- und Polizeidepartement leitete. Die Geschäftsleitung und das Verwaltungsratspräsidium der Christen AG hat er dafür abgegeben. Für die Amtsperiode 2006 bis 2008 wurde er zum Landammann gewählt. Das Amt als Regierungsrat hat er am 30. Juni 2008 abgelegt. Mit seinem Rücktritt verlor die FDP einen Sitz im Regierungsrat des Kantons Schwyz.
Christen ist heimatberechtigt in Wolfenschiessen.